# About Damn Time
About Damn Time è un singolo della cantante statunitense Lizzo, pubblicato il 15 aprile 2022 come primo estratto dal quarto album in studio Special.

## Descrizione
Il brano è di genere disco-funk e nel ritornello presenta un riff di piano interpolato da Hey DJ dei World's Famous Supreme Team del 1984.

## Promozione
Lizzo ha esibito About Damn Time per la prima volta dal vivo al Late Late Show di James Corden il 22 marzo 2022.

## Video musicale
Il video musicale, diretto da Christian Breslauer, è stato reso disponibile in concomitanza con l'uscita del singolo.

## Tracce
Testi e musiche di Blake Slatkin, Eric Frederic, Larry Price, Malcom McLauren, Melissa Jefferson, Ronald Larkins, Stephen Hague e Theron Makiel Thomas.
1. About Damn Time – 3:11

## Successo commerciale
About Damn Time ha raggiunto il primo posto della Billboard Hot 100 nella pubblicazione del 30 luglio 2022 dopo quattordici settimane di ascesa, grazie a 88,2 milioni di airplay radiofonici, 14,3 milioni di stream e 14 000 download digitali, divenendo il secondo singolo al numero uno per Lizzo. Il branno è stato poi sorpassato alla prima posizione da Break My Soul di Beyoncé e da Super Freaky Girl di Nicki Minaj, facendo del 2022 il primo anno dal 2013 in cui tre artiste soliste hanno raggiunto consecutivamente il primo posto.
Nel Regno Unito il singolo è divenuto il piazzamento più alto per l'artista nella classifica dei singoli, raggiungendo il 3º posto nella settimana del 9 giugno 2022 con 38 767 unità di vendita.

## Classifiche

### Classifiche settimanali
| Classifica (2022) | Posizione massima |
| ----------------- | ----------------- |
| Argentina         | 44                |
| Australia         | 3                 |
| Austria           | 23                |
| Belgio (Fiandre)  | 2                 |
| Belgio (Vallonia) | 3                 |
| Bulgaria          | 3                 |
| Canada            | 2                 |
| Danimarca         | 14                |
| Filippine         | 12                |
| Finlandia         | 19                |
| Francia           | 52                |
| Germania          | 34                |
| Grecia            | 12                |
| Irlanda           | 2                 |
| Islanda           | 2                 |
| Italia            | 30                |
| Libano            | 2                 |
| Lituania          | 6                 |
| Lussemburgo       | 7                 |
| Norvegia          | 13                |
| Nuova Zelanda     | 3                 |
| Paesi Bassi       | 17                |
| Paraguay          | 198               |
| Portogallo        | 28                |
| Regno Unito       | 3                 |
| Repubblica Ceca   | 11                |
| Singapore         | 14                |
| Slovacchia        | 10                |
| Stati Uniti       | 1                 |
| Sudafrica         | 19                |
| Svezia            | 22                |
| Svizzera          | 13                |
| Ungheria          | 11                |

### Classifiche di fine anno
| Classifica (2022) | Posizione |
| ----------------- | --------- |
| Australia         | 10        |
| Belgio (Fiandre)  | 23        |
| Belgio (Vallonia) | 18        |
| Canada            | 8         |
| Danimarca         | 87        |
| Francia           | 158       |
| Islanda           | 7         |
| Lituania          | 74        |
| Nuova Zelanda     | 21        |
| Paesi Bassi       | 89        |
| Regno Unito       | 19        |
| Stati Uniti       | 12        |
| Svizzera          | 66        |
| Ungheria          | 91        |
| Classifica (2023) | Posizione |
| Australia         | 98        |